# Madelon Mason

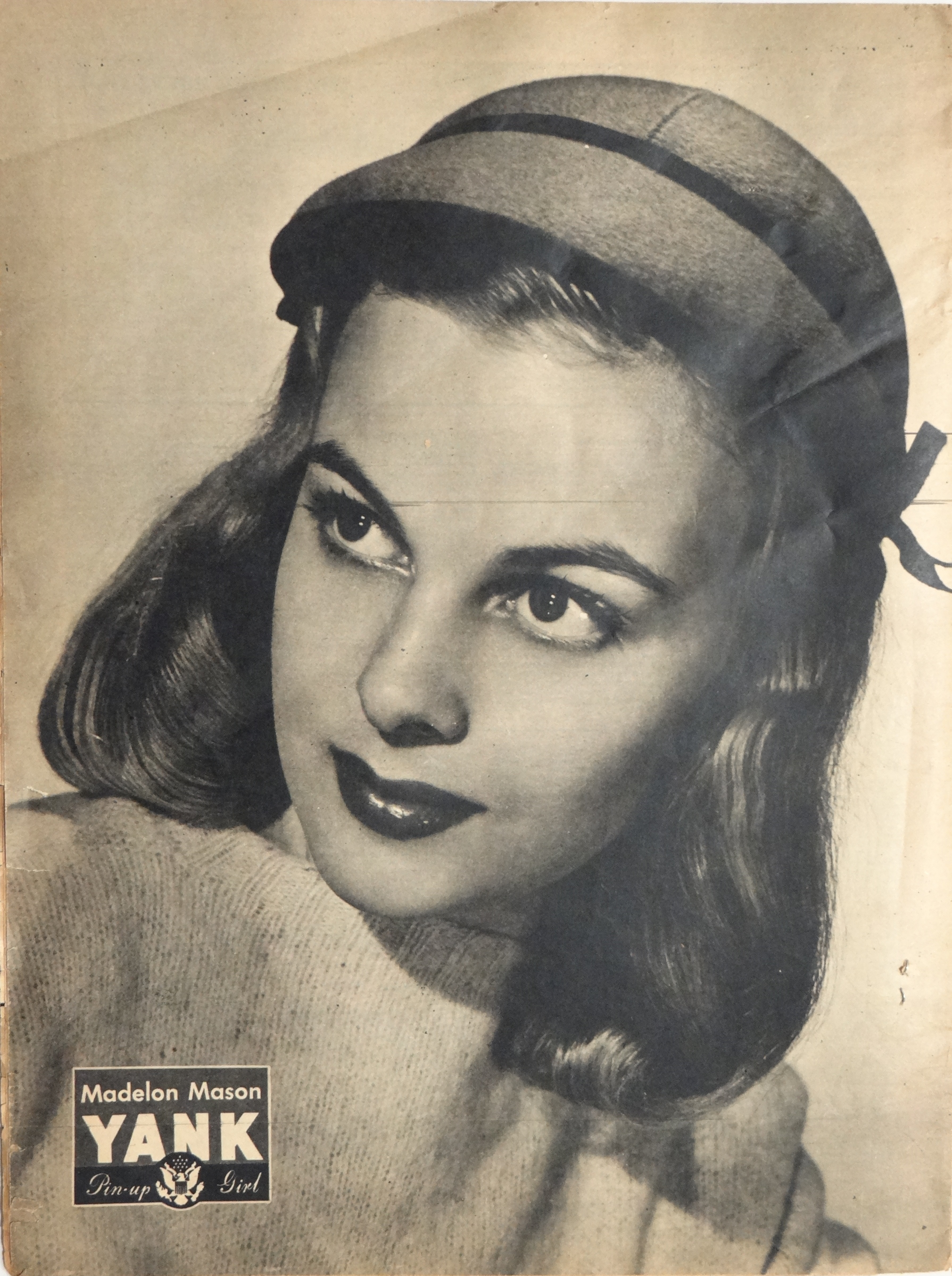
Madelon Mason als Covergirl des Yank Magazine, Juni 1945

Madelon Mason (* 4. Juli 1921 in Cleveland, Ohio als Madelon Samandl; † 14. September 2011 in New York City, New York) war ein US-amerikanisches Model, das in den 1940er und 1950er Jahren aktiv und im Laufe seiner Karriere als Covergirl auf mehreren renommierten US-amerikanischen Magazinen zu sehen war.

## Leben

### Kindheit und Jugend
Madelon Mason wurde am 4. Juli 1921 als Madelon Samandl als einziges Kind von Jerry und Virginia Samandl in Cleveland geboren. Madelons damals erst neunzehn Jahre alte Mutter hatte vor der Geburt ihres Kindes als Model gearbeitet, ihr Vater war der Sohn tschechischer Migranten. Das Paar trennte sich nur wenige Monate nach der Geburt, ließ sich jedoch offiziell nie scheiden. Während der Vater nach Chicago zog gingen Madelon und ihre Mutter nach Lowell in Massachusetts.
Nach ihrem Highschoolabschluss besuchte Madelon ein College in Boston, wo sie auch erstmals als Model tätig war. Sie ließ ihren Nachnamen in Mason umändern und zog wenig später nach New York, wo sie schon bald größere Aufträge bekam.

### Karriere als Fotomodell
Im September 1944 war Mason als auf dem Cover der ersten Ausgabe des Teenagermagazins Seventeen zu sehen. Im Juli 1945 wurde sie das Pin-up Girl des wöchentlich erschienenen, vom US-amerikanischen Militär veröffentlichten Yank, the Army Weekly. Im März 1947 wurde Mason zum Covergirl des renommierten Life Magazin, auf dem sie mit Hut vor dem Gemälde Seerosen von Claude Monet posierte.
Mason erreichte durch ihre Arbeit als Fotomodell große Bekanntheit in den Vereinigten Staaten. Unter anderem wurde sie von mehreren Tageszeitungen zu America's Cover Girl des Jahres 1946 gewählt. Mason erhielt außerdem mehrfach Angebote von Filmstudios, die sie jedoch allesamt ablehnte. Ihre einzige Rolle übernahm sie in dem Kurzfilm Dear Miss Gloria an der Seite von Gloria Swanson.
Von 1955 bis 1958 war Mason als Model in der von CBS Television produzierten Fernsehshow The $64,000 Question zu sehen. Anschließend beendete sie ihre Modellkarriere.

### Spätere Jahre
Mason war seit 1956 mit dem Reporter Frank Foster verheiratet. Sie lebte zuletzt in New York, wo sie am 14. September 2011 im Alter von 90 Jahren starb.